# Арльт, Роберто
Робе́рто Арльт (исп. Roberto Godofredo Christophersen Arlt; 26 апреля 1900, Буэнос-Айрес — 26 июля 1942, там же) — аргентинский писатель и журналист.

## Биография

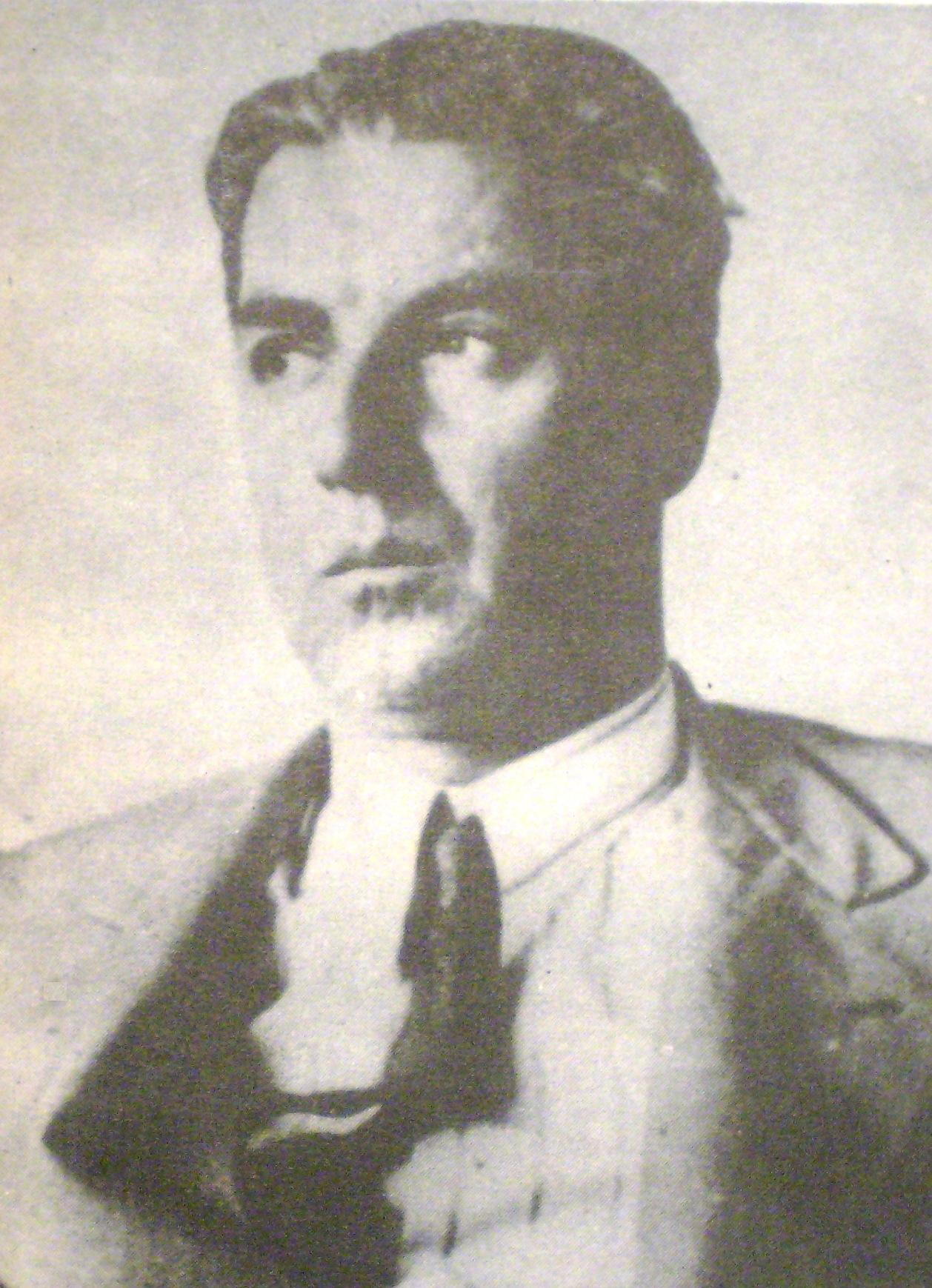

Родители — иммигранты из Европы, отец — пруссак, самодур и тиран, мать — итальянка. Был выгнан из начальных классов школы, сменил множество занятий, вырос самоучкой. Стал колумнистом нескольких газет, корреспондентом газеты «Мундо» проехал в 1935 по Испании и Северной Африке. Неожиданно скончался от инсульта.

## Творчество

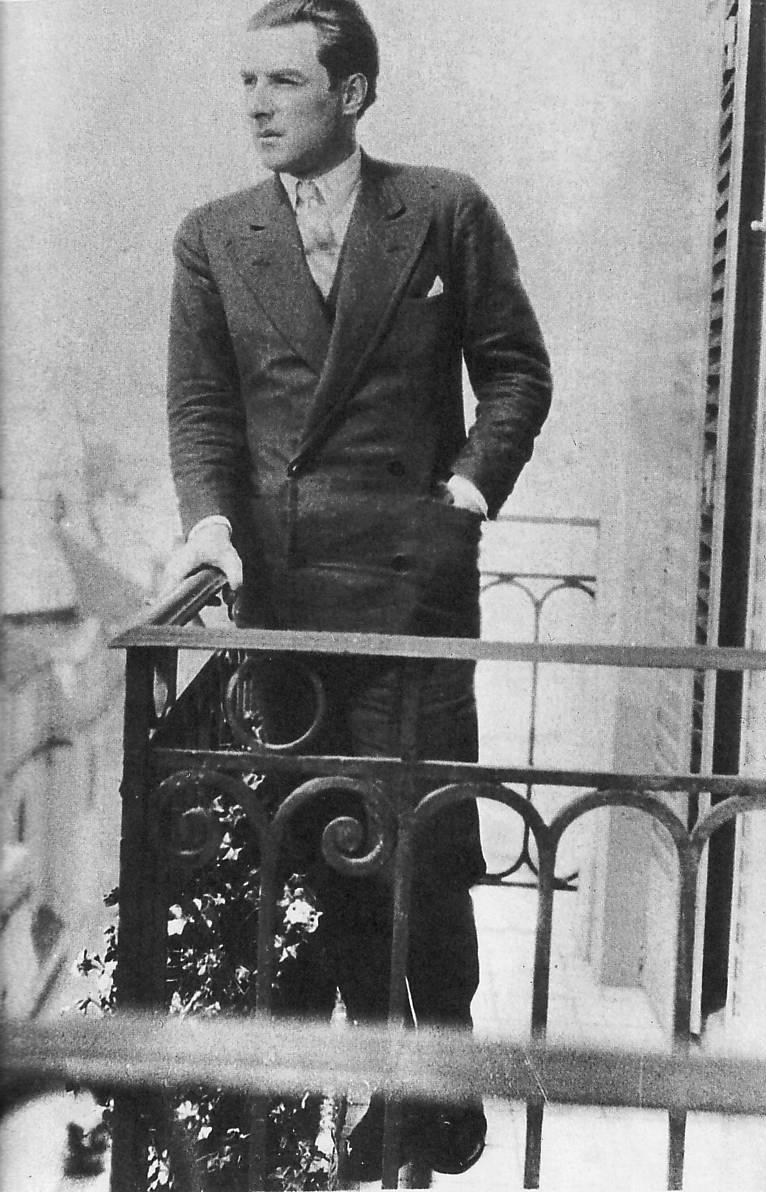
Роберто Арльт на балконе. 1935 год.

Романы, рассказы, пьесы Арльта демонстративно порывают с традициями «хорошей литературы» средних классов. По материалу это жизнь городского дна, по жанру — гротеск и трагифарс, по языку — корявая речь пролетарских окраин. Имя и творчество Арльта, наряду с именем и творчеством Борхеса, обозначило одну из основных традиций аргентинской словесности, авторитетных для следующих литературных поколений (Хуан Хосе Саэр, Рикардо Пилья и др.).
Проза и драмы Арльта экранизировались, они переведены на английский, французский, немецкий, итальянский, португальский и другие языки.

## Произведения

### Проза
- El juguete rabioso/ Злая игрушка (1926)
- Los siete locos/ Семеро сумасшедших (1929)
- Los lanzallamas/ Огнемёты (1931, продолжение романа «Семеро сумасшедших»)
- El amor brujo/ Колдовская любовь (1932)
- Aguafuertes porteñas/ Буэнос-айресские офорты (1933, очерки)
- El jorobadito/ Маленький горбун (1933, книга рассказов)
- Aguafuertes españolas/ Испанские офорты (1936, путевые очерки)
- El criador de gorilas/ Человек, разводивший горилл (1941, книга рассказов)
- Nuevas aguafuertes españolas/ Новые испанские офорты (1960)

### Пьесы
- El humillado/ Униженный (1930)
- 300 millones/ 300 миллионов (1932)
- Saverio el Cruel/ Саверио Беспощадный (1936)
- La isla desierta/ Необитаемый остров (1937)
- Separación feroz/ Жестокий разрыв (1938)
- La fiesta del hierro/ Праздник железа (1940)

## Публикации на русском языке
- Злая игрушка; Колдовская любовь: Романы. Рассказы . Л.: Художественная литература, 1984